# شرون ميلز
شرون ميلز (بالإنجليزية: Sherron Mills)‏ مواليد 29 يوليو 1971 في سالزبوري - الوفاة 17 يناير 2016، كان لاعب كرة سلة أمريكي. بدأ مسيرته الاحترافية في سنة 1993. تم اختياره من قبل فريق مينيسوتا تمبر ولفز خلال الدرافت. بلغ طوله 6 قدم 8 بوصة (2.0 م). اعتزل اللعب في 2000.

## المسيرة الاحترافية
لعب مع بي سي إم جرافيلين في الدوري الفرنسي من سنة 1993 إلى 1995، ثم لعب مع منز سانا 1871 باسكت في موسم 1995–1996، ثم لعب مع غلطة سراي لكرة السلة في الدوري التركي في موسم 1996–1997، ثم لعب مع باسكت مانريسا في الدوري الإسباني في موسم 1998–1999، ثم لعب مع ساسكي باسكونيا في موسم 1999–2000.

## روابط خارجية
- شرون ميلز على موقع سبورتس رفرنس (الإنجليزية)
- شرون ميلز على موقع الدوري الإسباني لكرة السلة (الإسبانية)
- شرون ميلز على موقع كرة السلة الأوروبية.كوم (الإنجليزية)
- شرون ميلز على موقع كلية كرة السلة في سبورتس رفرنس.كوم (الإنجليزية)
- شرون ميلز على موقع ريلجم (الإنجليزية)
- شرون ميلز على موقع بروبوليرز (الإنجليزية)
- شرون ميلز على موقع سبورتس رفرنس (الإنجليزية)